# Dimos Kozani
Dimos Kozani (Kozani) är en kommun i Grekland.   Den ligger i prefekturen Nomós Kozánis och regionen Västra Makedonien, i den norra delen av landet, 300 km nordväst om huvudstaden Aten. Antalet invånare är 70 220. Arean är 366 kvadratkilometer.
Terrängen i Dimos Kozani är huvudsakligen kuperad, men österut är den bergig.